# Charaxes victoriaeincola
Charaxes victoriaeincola är en fjärilsart som beskrevs av Storace 1948. Charaxes victoriaeincola ingår i släktet Charaxes och familjen praktfjärilar. Inga underarter finns listade i Catalogue of Life.